# Tithorea flavescens
Tithorea flavescens är en fjärilsart som beskrevs av Kirby 1889. Tithorea flavescens ingår i släktet Tithorea och familjen praktfjärilar. Inga underarter finns listade i Catalogue of Life.